# Paloma Villalobos
Paloma Villalobos Danessi (Viña del Mar, 1976) es una artista visual y fotógrafa chilena adscrita al arte contemporáneo, la fotografía y que ha incursionado en el arte conceptual.

## Vida y obra
Estudió la licenciatura en Bellas Artes en la Universidad ARCIS, formación que complementaría con una especialización en artes visuales en la Universidad de las Artes de Berlín y un máster en Arte de la Universidad Complutense de Madrid.
A través del uso de técnicas mixtas, diversos soportes y materiales, Paloma ha abordado como temáticas desde paisajes naturales hasta lo urbano, aunque en términos discursivos se autodefine como una artista que busca «el relato abierto, que no necesita abanderarse con un discurso específico». En su obra «utiliza de modelos objetos cotidianos como juguetes, utensilios y plantas de plástico, intervenidos o manipulados. Sacándolos de contexto construye pequeñas escenografías que dan cuenta de ciertos comportamientos de la naturaleza, como desastres, catástrofes y excesos a los que nos exponemos. Mediante estos paisajes alterados y devastados, la artista evoca el abandono y la supervivencia».
Exposiciones
Ha participado en varias exposiciones individuales y colectivas durante su carrera, entre ellas II Festival Internacional de Fotografía de Roma (2003), el V Festival Internacional de Fotografía de Bogotá (2007), el Drap Art 09 - Festival Internacional de Reciclaje Artístico de Barcelona (2009) y las muestras Zona de Riesgo: La vinculación del objeto (1999), Handle with care (2007) y Antología Visual de Jóvenes Fotógrafos (2011) en el Museo de Arte Contemporáneo de Santiago, Captura y Accidente (2004) junto a Sachiyo Nishimura en el Centro Cultural Matucana 100, Vega Central, Tránsito Suspendido (2005), Fotografía Chilena Contemporánea (2006), Menú de Hoy Comida Lenta (2007), Exposición Centenario (2010), La mirada en reposo (2011), Proyecto A: Residencia artística en la Antártica (2013) en el Museo Nacional de Bellas Artes de Chile, entre otras exposiciones en Chile, América Latina, Estados Unidos y Europa.